# Гольцов, Василий Григорьевич
Василий Григорьевич Гольцов (13 апреля 1927 года, село Нижняя Каменка — 22 октября 2011 года, Бийск, Алтайский край) — тракторист Алтайской МТС Алтайского района Алтайского края. Герой Социалистического Труда (1950). Заслуженный строитель РСФСР. Лауреат Государственной премии СССР (1980).

## Биография
Родился в 1927 году в крестьянской семье в селе Нижняя Каменка. Окончив семилетнюю школу, поступил на курсы трактористов, после которых с 1942 года работал трактористом в колхозе «Советская Сибирь» Алтайского района, позднее — на Алтайской МТС.
В 1949 году получил в среднем с каждого гектара по 23,5 центнера ржи на участке площадью 269 гектаров. Указом Президиума Верховного Совета СССР от 23 июня 1950 года за получение высоких урожаев ржи при выполнении колхозом обязательных поставок и контрактации по все видам сельскохозяйственной продукции, натуроплаты за работу МТС в 1949 году и обеспеченности семенами зерновых культур для весеннего сева 1950 года удостоен звания Героя Социалистического Труда с вручением ордена Ленина и золотой медали «Серп и Молот».
Во время освоения целины постоянно повышал свою рабочую квалификацию, работая экскаваторщиком и трактористом-дорожником, в результате чего ежегодно перевыполнял план и свои личные социалистические обязательства.
В 1974 году вступил в КПСС. В 1975 году назначен бригадиром хозрасчётной бригады экскаваторщиков и автомобилистов. Первым в Алтайском крае применил бригадный подряд. Бригада ежегодно перевыполняла план на 120—140 %.
В 1980 году за высокую эффективность и качество работы на транспорте удостоен Государственной премии СССР за выдающиеся достижения в труде.
После выхода на пенсию проживал в Бийске. 
Скончался в 2011 году.
Память
В Алтайском крае учреждена премия «За верность профессии» имени Васильева Гольцова, присуждаемая работникам дорожного хозяйства.

## Награды
- Герой Социалистического Труда — указом Президиума Верховного Совета СССР от 23 июня 1950 года
- Орден Ленина
- Орден Трудового Красного Знамени